# Medal of Honor: Airborne
Medal of Honor: Airborne is een first-person shooter die zich afspeelt in de Tweede Wereldoorlog. Het is een van de spellen uit de Medal of Honor-serie.

## Verhaal
De speler is soldaat Eerste klasse Boyd Travers, een paratrooper die deel uitmaakt van de Amerikaanse 82nd Airborne Division en later van de 17th Airborne Division. Boyd Travers wordt onder andere ingezet in Italië, Noord-Frankrijk, Nederland en Duitsland.

### De missies

#### Operatie Husky
Er wordt gespeeld tijdens Operatie Husky, de geallieerde invasie van Sicilië. Het doel is om de stad in te nemen. Doordat de vijand niet met granaten gooit is dit een ideale missie voor mensen die goed zijn in het zogenaamde Close Combat, het van dichtbij vechten met alleen geweren. De andere doelen zijn om een gebouw in te nemen en de luchtafweer, die erbovenop is geplaatst, uit te schakelen.

#### Operatie Avalanche
In deze missie wordt de speler gedropt boven Salerno, ten Zuid-Westen van Rome. Het doel is om de vijandige stellingen in te nemen.

#### Operatie Neptune
Deze missie speelt zich af tijdens D-Day op 6 juni 1944. Het doel is om de bunkers van de vijand in te nemen.
Dit doet de speler door onder andere de mitrailleurs in de bunkers uit te schakelen.
De speler moet daarnaast vijandelijke communicatie vernietigen.

#### Operatie Market Garden
In deze missie wordt de speler gedropt boven Nijmegen, tijdens Operatie Market Garden. Het doel is om de bekende Waalbrug in Nijmegen te veroveren. Doordat er een bug in het spel zit, wordt men hier niet geholpen door andere geallieerde soldaten.

#### Operatie Varsity
Duitsland. De speler wordt ingezet in het Ruhrgebied, waar deze fabrieken moet vernietigen. De geallieerden hebben de steden meerdere malen gebombardeerd, maar de fabrieken zijn nog goed te gebruiken. In deze missie moet men alle opslagplaatsen, waterleidingen en fabrieken onklaar maken, evenals drie tanks die klaarstaan om naar het front te gaan.

#### Operatie Varsity - De Flaktower
Twee dagen na de vorige missie is dit de laatste, en moeilijkste missie: het vernietigen van een Flaktoren in Essen. Er zijn veel commando's, luchtafweer en scherpschutters die uitgeschakeld moeten worden. Ook zijn er Duitsers met Panzerschrecks. Nadat alle luchtafweer is uitgeschakeld en op twee verdiepingen de Duitsers hun stellingen zijn uitgejaagd, komt het moeilijke: de speler moet de laatste Duitsers op de 3e verdiepingen verslaan, waarna hij de toren moet ontvluchten. Dat kan door het lont te volgen, waarna hij de hele toren opblaast.

## Gameplay
Ten opzichte van andere first-person shooters biedt Medal of Honor: Airborne een grotere uitdaging. Doordat in de meeste first-person shooters alles steeds weer hetzelfde is (de vijand zit steeds op dezelfde plek, men volgt een vaste route, etc.) is er na verloop van tijd geen uitdaging meer. Bij Medal of Honor: Airborne is het echter ook mogelijk dat men niet standaard op straat landt (de speler springt aan het begin van elke missie uit een C-47 Dakota vliegtuig) maar ook op daken, in bomen, etc. Hierdoor is de vijand ook steeds op een andere plaats, en is het dus minder makkelijk om een missie 'uit het hoofd te leren'. Echter, hoe meer men vordert in de missie, hoe meer het weer terugkomt op een vast patroon.

### Wapens
Er zijn veel verschillende wapens te kiezen of te verkrijgen in het spel, zoals de Thompson pistoolmitrailleur en de Mauser Karabiner 98k. Verder is het mogelijk om granaten weg te schoppen of terug te gooien. Mocht de speler geraakt worden door de vijand, dan ligt het aan de schade van het wapen hoeveel er van je levensbalk af gaat. Als je geraakt wordt door een Panzerschreck, dan verlies je meer leven dan wanneer je door een MP 40 wordt geraakt. Als je aan je laatste levensbalkje toe bent en je wordt dan geraakt, dan wordt het beeld rood en wazig en krijgt de speler hartkloppingen. De speler is uitgerust met twee primaire wapens, een pistool en 16 granaten. Als een speler genoeg vijanden doodt met zijn wapen, kan hij add ons verdienen zoals een granaatwerper,richtkijker, groter magazijn en compensator. Zo is het mogelijk om voor de Thompson-pistoolmitrailleur een compensator, voorgreep en trommelmagazijn (50 patronen) te verdienen. Voor raketwerpers en granaten zijn upgrades alleen "satchel upgrades" (hogere maximumcapaciteit voor munitie).